# La hojarasca
La hojarasca es una novela corta escrita por Gabriel García Márquez, publicada en 1955. Es conocida por mostrar por primera vez Macondo, el pueblo ficticio hecho famoso en Cien años de soledad. La hojarasca es un terreno de pruebas para muchos de los temas y personajes más tarde inmortalizados en dicha obra.

## Introducción al argumento
El padre, un hombre envejecido y medio cojo que posee el título de coronel en la aldea, siente la obligación de enterrar al fallecido doctor, a pesar del consenso que hay en Macondo de que debería pudrirse en la casa esquinera en la que él había vivido completamente aislado durante la última década. La hija, Isabel, es obligada a acompañar a su padre, sabiendo que ella y su hijo tendrán que hacer frente a la cólera de sus vecinos en Macondo. La narración del nieto, por otro lado, se enfoca en lo misterioso y lo maravilloso de la muerte.

## Resumen del argumento
Al igual que muchas de sus historias, como El amor en los tiempos del cólera y Crónica de una muerte anunciada, Gabriel García Márquez introduce una escena dramática al inicio de su narración y entonces se mueve al pasado, contando hechos que van a guiar a la conclusión final. Con la narración se descubre que el eje central de la narración es un doctor que vino a Macondo. Su salvación es una carta de recomendación del Coronel Aureliano Buendía, un personaje hecho famoso en Cien años de soledad. Esta carta conduce al extraño a la familia que narra el drama que acontece.

### El fallecido
Tras retirarse de la práctica de la medicina y vivir a expensas de la familia durante un tiempo extraordinariamente largo, el doctor se traslada a dos casas de distancia con Meme, la empleada indígena que vivía con la familia en ese momento. Mientras que su actitud aislada y su atención lujuriosa a las mujeres lo hacen impopular entre los habitantes, el destierro final del doctor ocurrirá cuando cerca de una docena de hombres, heridos en una de las múltiples guerras civiles del país, son llevados a su presencia en busca de atención médica. El doctor, habiéndose retirado de la práctica de la medicina, se niega a salvarlos, como también se negó a ayudar a Meme cuando estaba enferma, mientras ellos vivían con la familia. Por lo tanto, el doctor se gana el odio de todo el pueblo y llega a suicidarse. Cuando el coronel se entera del suceso, promete enterrarlo. No obstante, los habitantes del pueblo se niegan.

### Rastros de realismo  mágico
Además de los temas de ciclicidad e inversión que son las bases de la fluida narrativa de Cien años de soledad, La hojarasca muestra otras técnicas identificadas con el realismo mágico, como la manipulación del tiempo y el uso de múltiples perspectivas. También en la masacre bananera, perpetrada por las Fuerzas Armadas de Colombia bajo el mandato del presidente Miguel Abadía Méndez.

## Análisis

### Homosexualidad del niño
Académicos como el estadounidense Daniel Balderston han abordado la homosexualidad del personaje del niño en la novela. De acuerdo al análisis del académico, La hojarasca sería una de las primeras obras de la literatura colombiana en incluir un personaje LGBT, teniendo como predecesores notorios solo a la poesía de Porfirio Barba Jacob y la novela Por los caminos de Sodoma (1932), de Bernardo Arias Trujillo.
Tanto Balderston como otros autores han señalado de forma particular el final del capítulo cuatro para sustentar esta lectura, que Balderston  describe como una «franca escena de deseo homoerótico» y donde el niño señala, al pensar en el cuerpo desnudo de su amigo Abraham:

Quiero ir solo con Abraham, para verle el brillo del vientre cuando se zambulle y vuelve a surgir como un pez metálico. Toda la noche he deseado regresar con él, solo por la oscuridad del túnel verde, para rozarle el muslo cuando caminemos. Siempre que lo hago siento como si alguien me mordiera con unos mordiscos suaves, que me erizan la piel.

El académico Eliezer Márquez Ramos, por su lado, ha señalado el carácter de los juegos del niño con Abraham, que se realizan casi a escondidas y que inventan un lenguaje secreto para comunicarse entre ellos, como forma de expresar la necesidad de ocultar una sexualidad no tradicional en una sociedad conservadora. También comparó la forma del niño de describir a distintos personajes: mientras describe de forma seca e indiferente a personajes como su amiga Lucrecia, utiliza un lenguaje poético, cargado de erotismo, cuando se refiere a Abraham.

## Bibiliografía
- Balderston, Daniel (2008). «Bala da la loca alegría: Literatura queen en Colombia». Revista Iberoamericana LXXIV (225): 1059-1073. ISSN 2154-4794. Archivado desde el original el 19 de julio de 2020. Consultado el 10 de julio de 2023.

- Datos: Q1513486